# Ту Ънлимитид
„Ту Ънлимитид“ (на английски: 2 Unlimited) е евроденс група от Амстердам, Нидерландия.
Създадена е през 1991 г. от белгийските музикални продуценти Жан-Пол Де Косте и Фил Уайлд. Първоночалният състав на дуета включва Рей Слайнгаард и Анита Дот, които стартират своята кариера със сингъла „Get Ready For This“, последван от хитовете „No Limit“, „Tribal Dance“ и „Let the Beat Control Your Body“. През 1998 г. продуцентите сменят досегашния състав на групата и нейни лица стават Роми ван Оойен и Марион ван Айваарден, но техният единствен албум „II“ не успява да постигне желания успех в музикалните класации. Общият брой продажби на Ту Ънлимитид възлиза над 20 милиона копия и 50 милиона компилации по целия свят.
На 11 юли 2012 Рей и Анита обявиха завръщането си под името „Ту Ънлимитид“ след разговори с оригиналния продуцент на групата Жан-Пол Де Косте. Новината беше обявена в холандските медии и на официалните Фейсбуук страници на Рей и Анита.

## Дискография

### Албуми
- „Get Ready!“ – 1992 г.
- „No Limits“ – 1993 г.
- „Real Things“ – 1994 г.
- „Hits Unlimited“ – 1995 г.
- „II“ – 1998 г.
- „Best Unlimited“ – 1999 г.
- „The Complete History“ – 1998 г.

### Сингли
- „Get Ready For This“ – 1991 г.
- „Twilight Zone“ – 1992 г.
- „Workaholic“ – 1992 г.
- „The Magic Friend“ – 1992 г.
- „No Limit“ – 1993 г.
- „Tribal Dance“ – 1993 г.
- „Faces“ – 1993 г.
- „Maximum Overdrive“ – 1993 г.
- „Let The Beat Control Your Body“ – 1994 г.
- „The Real Thing“ – 1994 г.
- „No One“ – 1994 г.
- „Here I Go“ – 1995 г.
- „Nothing Like The Rain“ – 1995 г.
- „Do What's Good For Me“ – 1995 г.
- „Jump For Joy“ – 1996 г.
- „Spread Your Love“ – 1996 г.
- „Wanna Get Up“ – 1998 г.
- „Edge Of Heaven“ – 1998 г.
- „Never Surrender“ – 1998
- „No Limit 2.3“ – 2003
- „Tribal Dance 2.4“ – 2004